# 千秋村 (愛知県丹羽郡)
千秋村（ちあきむら）は、愛知県丹羽郡にかつてあった村。現在の一宮市千秋町。

## 歴史
- 江戸時代末期、この地域は尾張藩領であった。
- 1906年（明治39年）5月1日 - 丹羽郡豊富村、青木村、浮野村と幼村の一部[2]が合併して千秋村になる。

合併直前は、一宮市（旧・西成村）、岩倉町(現・岩倉市)、布袋町(現・江南市)に隣接していた。
- 1955年（昭和30年）4月7日 - 一宮市に編入される。

## 交通
- 名古屋鉄道一宮線[3]：昭和40年（1965年）廃止。現在はバス運行。
  - 羽根駅・元小山駅
- 名古屋鉄道犬山線（通過のみ。最寄駅は石仏駅または岩倉駅）
- 国道155号線
- 愛知県道名古屋江南線（名草線）など

## 教育
- 千秋村立千秋小学校（1961年に千秋北小学校と統合。現・一宮市立千秋小学校）
- 千秋村立千秋北小学校（1961年に千秋小学校と統合。現・一宮市立千秋小学校）
- 千秋村立千秋南小学校（現・一宮市立千秋南小学校）
- 千秋村立千秋中学校（現・一宮市立千秋中学校）